# Роббінс (Північна Кароліна)
Роббінс (англ. Robbins) — місто (англ. city) в США, в окрузі Мур штату Північна Кароліна. Населення — 1168 осіб (2020).

## Географія
Роббінс розташований за координатами 35°25′50″ пн. ш. 79°35′2″ зх. д. / 35.43056° пн. ш. 79.58389° зх. д. (35.430531, -79.583808).  За даними Бюро перепису населення США в 2010 році місто мало площу 3,65 км², уся площа — суходіл.

## Демографія
Згідно з переписом 2010 року, у місті мешкало 1097 осіб у 378 домогосподарствах у складі 260 родин. Густота населення становила 301 особа/км².  Було 457 помешкань (125/км²).
Расовий склад населення:
| - 72,1 % — білих - 2,6 % — чорних або афроамериканців - 1,5 % — вихідців з тихоокеанських островів - 0,6 % — корінних американців - 21,4 % — осіб інших рас |

До двох чи більше рас належало 1,7 %. Частка іспаномовних становила 50,3 % від усіх жителів.
За віковим діапазоном населення розподілялося таким чином: 31,4 % — особи молодші 18 років, 55,5 % — особи у віці 18—64 років, 13,1 % — особи у віці 65 років та старші. Медіана віку мешканця становила 31,4 року. На 100 осіб жіночої статі у місті припадало 91,1 чоловіків;  на 100 жінок у віці від 18 років та старших — 86,8 чоловіків також старших 18 років.
Середній дохід на одне домашнє господарство  становив 44 634 долари США (медіана — 30 313), а середній дохід на одну сім'ю — 44 161 долар (медіана — 33 125). Медіана доходів становила 31 406 доларів для чоловіків та 26 607 доларів для жінок. За межею бідності перебувало 43,4 % осіб, у тому числі 54,6 % дітей у віці до 18 років та 4,4 % осіб у віці 65 років та старших.
Цивільне працевлаштоване населення становило 396 осіб. Основні галузі зайнятості: виробництво — 21,5 %, освіта, охорона здоров'я та соціальна допомога — 16,7 %, роздрібна торгівля — 11,4 %, мистецтво, розваги та відпочинок — 11,1 %.